# Eremopoa attalica
Eremopoa attalica är en gräsart som beskrevs av Hildemar Wolfgang Scholz. Eremopoa attalica ingår i släktet eremitgröen, och familjen gräs. Inga underarter finns listade i Catalogue of Life.